# Таксі блюз
Таксі блюз — художній фільм Павла Лунгіна із Петром Мамоновим у головній ролі, що побачив світ у 1990 році. Кінострічка здобула нагороду на Каннському кінофестивалі (за найкращу режисерську роботу).

## Сюжет
Таксист Іван Шликов — чоловік старої закалки, атлет у минулому, що сумує за комунізмом, працює таксистом та спекулює горілкою. Після бурхливого нічного гуляння безвідповідальний саксофоніст-алкоголік Олексій Селіверстов, відмовляється заплатити таксистові, за що Шликов вистежує його, відбирає саксофон Олексія, допоки він не віддасть борг.
Проте пізніше він дізнається, що музичний інструмент коштує набагато більше. ніж він вважав. Тому він вирішує віддати саксофон Селіверстову, якого він залишає в своїй кімнаті в комунальній квартирі. Проте Селіверстов заливає водою квартиру, втікає від Шликова, поки той працює. Шликов знову знаходить його, змушує відпрацьовувати гроші. Показуючи, як правильно мити машину, Іван Шликов говорить Олексію:
|  | Не подобається? А так, між іншим, уся Росія вкалує!..Розповзлися, як клопи. Хазяїна в нас нема. Раніше ось де всі сиділи - пискнути боялися! А тепер музику грають, книги пишуть - вчать нас жити! |

Друге потрясіння зустрічає Шликова, коли Селіверстов грою на саксофоні відбиває його дівчину. Переповнений люті, він розбиває інструмент Олексія.
І нарешті все кардинально змінюється, коли до Москви прилітає всесвітньо відомий саксофоніст. Той, почувши, як грає Селіверстов, запропонував йому співпрацю, гастролі в США.
Шликов приїздить на концерт свого боржника, і дивовижна сила його музичного таланту нарешті розкривається таксистові. Він намагається добитися зустрічі із Олексієм, запрошує його додому. Селіверстов приходить до нього в оточенні фанатів та швидко йде. Шликов намагається наздогнати його, женеться в краденій машині за саксофоністом, розбиває обидві автівки, проте виявляється, що гнався він не за Селіверстовим.
Епілог фільму розповідає нам, що Олексій досягнув всесвітньої слави, випустив два диски в Нью-Йорку, проте остаточно спився. Шликов організував кооператив «Російське таксі» на червоних вживаних «Мерседесах», Христина (дівчина Шликова) одружилася з міліціонером і працює офіціанткою в ресторані «Крим», а старий (сусід Шликова) помер і похований на кладовищі в Кунцево.
Фільм розповідає нам конфлікт пролетаря з творчим інтелігентом, конфлікт ординарності із екстраординарністю. Шликов вважає, що всі люди повинні однаково важко працювати, аби підняти країну, і не розуміє інтелектуальної праці, особливо роботи на культурній царині. Проте талант Селіверстова змінює його уявлення про світ.

## Акторський склад
- Олексій Селіверстов — Петро Мамонов
- Іван Шликов — Петро Зайченко
- Нечипоренко (старий сусід Шликова) — Володимир Кашпур
- Христина (дівчина Шликова) — Наталя Коляканова
- Гол Сінґер — всесвітньо відомий саксофоніст (грає себе)
- Дружина Олексія — Олена Сафонова
- Коля — Валерій Хлевінський
- Ігор Золотовицький

## Нагороди, премії
- Каннський кінофестиваль
  - Найкраща режисерська робота (Павло Лунгін)
  - Особлива згадка екуменічного журі
- Премія «Ніка»
  - Найкраща операторська робота (Денис Євстигнеєв)[4]